# Kanta Tanaka
Kanta Tanaka (japanisch 田中 勘太 Tanaka Kanta; * 3. Januar 1998 in der Präfektur Iwate) ist ein japanischer Fußballspieler.

## Karriere
Tanaka erlernte das Fußballspielen in der Jugendmannschaft von Vegalta Sendai und der Collegemannschaft des Biwako Seikei Sport College. 2016 und 2017 wurde er vom College an den Erstligisten Vegalta Sendai ausgeliehen. Der Verein aus Sendai spielte in der ersten japanischen Liga, der J1 League. Seinen ersten Profivertrag unterschrieb der Torwart 2020 bei Kataller Toyama. Der Verein aus Toyama spielte in der dritthöchsten Liga des Landes, der J3 League. Für Toyama stand er in drei Ligaspielen im Tor. Im Januar 2022 wechselte er nach Iwaki zum Drittligaaufsteiger Iwaki FC. Hier kam er jedoch nicht zum Einsatz. 2023 verpflichtete ihn der Fünftligist Tochigi City FC. 2023 wurde er Vizemeister der Kantō Soccer League und qualifizierte sich für die Japanese Regional Football Champions League. Hier wurde man erster und stieg in die vierte Liga auf. Am Ende der Spielzeit 2024 feierte er mit Tochigi die Meisterschaft und stieg in die dritte Liga auf.

## Erfolge
Tochigi City FC
- Japanischer Viertligameister: 2024  ▲
- Japanese Regional Football Champions League: 2023  ▲